# 유럽 고속도로 612호선
유럽 고속도로 612호선(European route E612)은 이탈리아의 이브레아에서 출발하여 토리노까지 이어주는 총 연장이 54 km인 유럽 고속도로 노선망으로, 해당 도로는 B클래스급 간선도로이다.

## 주요 경유지
- 이탈리아
  - 이브레아 : E25
  - 토리노 : E70, E64, E717